# J. I. Farber
J. I. Farber (născut Haim-Ițhok Farber; în rusă Хаим-Ицхок Фарбер; n. 2 iunie 1889, Braniște, raionul Rîșcani, Republica Moldova – d. 25 iunie 1968, Buenos Aires, Argentina) a fost un evreu basarabean, poet și fabulist argentinian.

## Biografie
S-a născut în satul Braniște (acum în raionul Rîșcani, Republica Moldova), județul Bălți, gubernia Basarabiei (Imperiul Rus), în familia unui artist-decorator. În 1904, familia a emigrat în Argentina și s-a stabilit în colonia agricolă evreiască Moisés Ville.
A lucrat permanent pentru ziarul Di Yidishe Zeitung („Ziarul evreiesc”, editat de Mordhe Stoliar) din Buenos Aires, unul dintre cele două cotidiene evreiești din Argentina. A debutat cu fabule și poezie în 1912, a publicat de asemenea, nuvele din viața coloniștilor și gauchilor evrei, precum și lucrări pentru copii.
În total, a publicat peste 600 de poezii pentru copii și aproximativ 800 de fabule, dintre care 111 au fost publicate ca o carte separată în 1936. Mai multe dintre poeziile sale au fost transpuse în muzică, printre care cântecul de leagăn al compozitorului Gorșinski al poeziei Shlof-Lid („Cântec de leagăn”) de Farber, care este deosebit de faimos.
În Buenos Aires, a publicat cărțile: Far Briderlah Un Shvesterleh („Pentru frați și surori”, poezii, 1925), In a Idisher kolonye („Într-o colonie evreiască”, poezii pentru copii, 1936), Shlof-Lid („Cântec de leagăn”, 1936), Fablen („Fabule”, 1936) și altele. A tradus în idiș poeziile lui H. N. Bialik, Iacov Fihman și ale altor poeți ebraici.